# Egnasia khasiana
Egnasia khasiana är en fjärilsart som beskrevs av Moore 1882. Egnasia khasiana ingår i släktet Egnasia och familjen nattflyn. Inga underarter finns listade i Catalogue of Life.